# Martin Klebba

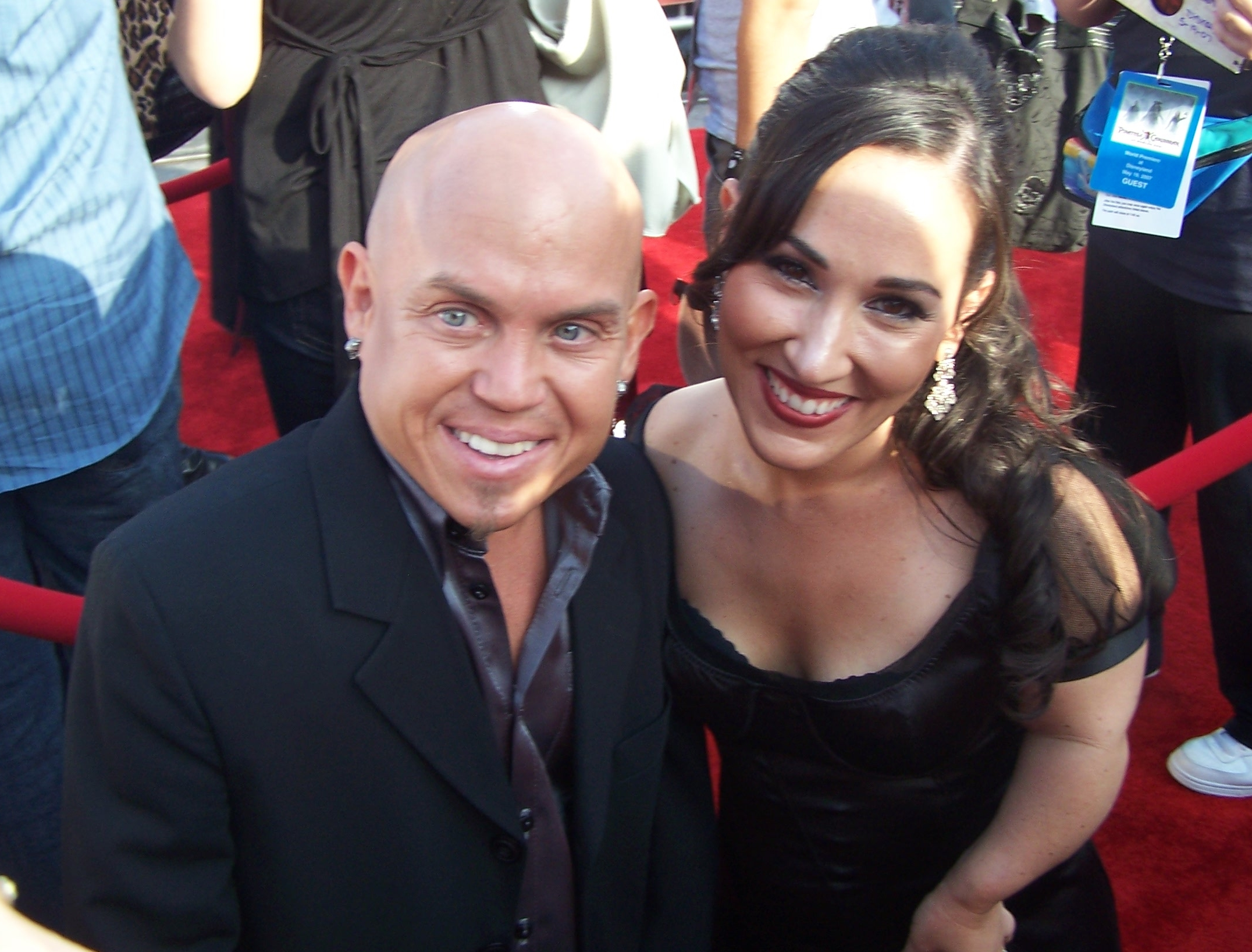
Martin Klebba und Meredith Eaton, Mai 2007

Martin Klebba (* 23. Juni 1969 in Troy, Michigan) ist ein US-amerikanischer Schauspieler und Stuntman. Klebba wurde mit Kleinwuchs aufgrund akromikrischer Dysplasie geboren und hat eine Körpergröße von 1,22 Metern.

## Persönliches
Der Schauspieler ist seit 2011 mit Michelle Dilgard verheiratet. Das Paar hat eine gemeinsame Tochter (Makenzie Rae) sowie einen Sohn (Alec).
Klebba ist Vorsitzender der gemeinnützigen Organisation Coalition of Dwarf Advocates (CoDA), die sich der Hilfe von Kleinwüchsigen verschrieben hat, etwa bei der Adoption von Kindern.

## Karriere
Klebba war bereits an vielen Produktionen beteiligt. In der Rolle des Randall war er mehrere Male in der Fernsehsendung Scrubs – Die Anfänger zu sehen. Zudem spielte er in der Pirates of the Caribbean-Saga Marty, ein Mitglied in der Crew von Jack Sparrow. Weitere Produktionen waren die Low-Budget-Filme Feast 2: Sloppy Seconds und Feast 3: The Happy Finish. In dem Film Hancock verkörperte er 2008 einen Gefängnisinsassen. Zu sehen war Klebba auch in dem Fernsehfilm Knee High P.I., je einer Episode von CSI: Den Tätern auf der Spur, CSI: NY  und Charmed – Zauberhafte Hexen, im Musikvideo der Band Seether zu ihrer Single Truth, sowie als Ringsprecher im Film Born 2 Die zusammen mit Jet Li und DMX. Er hatte außerdem einen Gastauftritt in der Serie Drake und Josh.

## Filmografie (Auswahl)
- 2000: Pink: You Make Me Sick (Musikvideo)
- 2001: Malcolm mittendrin (Malcolm in the Middle, Fernsehserie, Folge 2x23)
- 2001: Planet der Affen (Planet of the Apes)
- 2001: Mister Undercover (Corky Romano)
- 2001: Snow White (Snow White: The Fairest of Them All, Fernsehfilm)
- 2001: So High (How High)
- 2002: Run Ronnie Run
- 2002: Lügen haben kurze Beine (Big Fat Liar)
- 2002: Tötet Smoochy (Death to Smoochy)
- 2002: Just Shoot Me – Redaktion durchgeknipst (Just Shoot Me!, Fernsehserie, Folge 6x22)
- 2002: Men in Black II
- 2002: Austin Powers in Goldständer (Austin Powers in Goldmember)
- 2002, 2004: Charmed – Zauberhafte Hexen (Charmed, Fernsehserie, 2 Folgen)
- 2003: National Security
- 2003: Born 2 Die (Cradle 2 the Grave)
- 2003: Fluch der Karibik (Pirates of the Caribbean: The Curse of the Black Pearl)
- 2003: Looney Tunes: Back in Action
- 2003: Die Geistervilla (The Haunted Mansion)
- 2004: Van Helsing
- 2004–2009: Scrubs – Die Anfänger (Scrubs, Fernsehserie, 8 Folgen)
- 2005: Americano
- 2006: Pirates of the Caribbean – Fluch der Karibik 2 (Pirates of the Caribbean: Dead Man’s Chest)
- 2007: Drake & Josh (Fernsehserie, Folge 4x16)
- 2007: Pirates of the Caribbean – Am Ende der Welt (Pirates of the Caribbean: At World’s End)
- 2007: CSI: Vegas (CSI: Crime Scene Investigation, Fernsehserie, Folge 8x05)
- 2008: Meine Frau, die Spartaner und ich (Meet the Spartans)
- 2008: Hancock
- 2008: Feast 2: Sloppy Seconds
- 2009: My Name Is Earl (Fernsehserie, Folge 4x15)
- 2009: Feast 3: The Happy Finish
- 2009: ICarly (Fernsehserie, Folge 3x02)
- 2009: Bones – Die Knochenjägerin (Bones, Fernsehserie, Folge 5x07)
- 2010: CSI: NY (Fernsehserie, Folge 6x16)
- 2010: Boardwalk Empire (Fernsehserie, Folge 1x01)
- 2010: Brando Unauthorized
- 2010–2011: Pair of Kings – Die Königsbrüder (Pair of Kings, Fernsehserie, 3 Folgen)
- 2012: Project X
- 2012: Spieglein Spieglein – Die wirklich wahre Geschichte von Schneewittchen (Mirror Mirror)
- 2012: Foodfight! (Stimme)
- 2013: Movie 43
- 2013: Die fantastische Welt von Oz (Oz: The Great and Powerful)
- 2014: The Hungover Games
- 2014: Motel Room 13 (The Bag Man)
- 2014: Left Behind
- 2015: Jurassic World
- 2015: Ted 2
- 2016: Die Thundermans (The Thundermans, Fernsehserie, Folge 4x01)
- 2017: Pirates of the Caribbean: Salazars Rache (Pirates of the Caribbean: Dead Men Tell No Tales)
- 2018: Lethal Weapon (Fernsehserie, Folge 2x13)
- 2019: Bixler High Private Eye (Fernsehfilm)
- 2019: Iron Mask (Viy 2: Journey to China)
- 2020: The Dark: The Great Deceiver (Miniserie, 2 Folgen)
- 2022: DumbFellas
- 2025: The Electric State
- 2025: Schneewittchen (Snow White, Stimme)

## Einzelnachweis
1. ↑  Profil bei Willowmanagement, abgerufen am 27. November 2018

| Personendaten    | Personendaten                               |
| ---------------- | ------------------------------------------- |
| NAME             | Klebba, Martin                              |
| ALTERNATIVNAMEN  | Klebba, Marty                               |
| KURZBESCHREIBUNG | US-amerikanischer Schauspieler und Stuntman |
| GEBURTSDATUM     | 23. Juni 1969                               |
| GEBURTSORT       | Troy, Michigan, USA                         |